# Dubodiel
Dubodiel (Hongaars: Trencséntölgyes) is een Slowaakse gemeente in de regio Trenčín, en maakt deel uit van het district Trenčín.
Dubodiel telt 925 inwoners.